# Robin Fraser
Robin Lucius Fraser, né le 17 décembre 1966 à Kingston en Jamaïque, est un ancien joueur international américain de soccer ayant évolué au poste de défenseur, avant de devenir entraîneur.

## Biographie

### Carrière de joueur

#### Carrière en sélection
Avec l'équipe des États-Unis, il joue 27 matchs (pour aucun but inscrit) entre 1998 et 2001. Il figure notamment dans le groupe des sélectionnés lors de la Gold Cup de 2000.
Il participe également à la Coupe des confédérations de 1999. Lors de la compétition, il joue 4 matchs, son équipe se classant 3e.

### Carrière d'entraîneur
Après le renvoi d'Anthony Hudson, Conor Casey assure l'intérim jusqu'à ce que Robin Fraser - alors adjoint au Toronto FC - soit nommé entraîneur des Rapids du Colorado le 25 août 2019. Il ne parvient pas à qualifier son équipe pour les séries éliminatoires au cours de ses deux premières saisons à la tête de l'équipe. Cependant, en 2021, les Rapids terminent premier de la conférence Ouest et deuxième au classement général, assurant une qualification en Ligue des champions de la CONCACAF 2022, mais s'inclinent dès leur entrée en séries face aux Timbers de Portland (0-1). Fraser connait ensuite des difficultés au cours des saisons 2022 et surtout 2023 où l'équipe demeure au dernier rang de la conférence jusqu'à son renvoi par le club le 5 septembre 2023.

## Palmarès
Galaxy de Los Angeles
- Vainqueur du Supporters' Shield en 1998.
- Vainqueur de la Coupe des champions de la CONCACAF en 2000.
- Finaliste de la Coupe de la Major League Soccer en 1996 et 1999.
- Finaliste de la Coupe des champions de la CONCACAF en 1997.

 Crew de Columbus
- Vainqueur du Supporters' Shield en 2004.